# Victoria Grayson
Victoria Grayson (née Harper) est l'un des personnages principaux de la série Revenge, interprétée par Madeleine Stowe.

## Biographie

### Avant la série
Victoria est la fille de Marion Harper, une veuve qui cherche à se remarier en raison de son manque total de ressources et d'argent. La jeune fille est complètement influencée par sa mère. Marion veut épouser un homme mais ce dernier refuse et elle le tue. Pour ne pas être emprisonnée, Marion demande à Victoria, âgée alors de quinze ans, de tirer une balle sur le corps pour faire croire à de la légitime défense. Victoria s'exécute et est internée pendant six mois en hôpital psychiatrique. Elle en ressort, alors que et sa mère a rencontré un certain Maxwell. Mais Marion surprend Maxwell entrer dans la chambre de Victoria et le lendemain, jette sa fille dans la rue. On peut supposer que Victoria a été victime d'un viol par son beau-père. Un mois plus tard, Marion et Maxwell étaient mariés. Lorsqu'elle a 16 ans, elle découvre qu'elle est enceinte et donne naissance à un garçon nommé Patrick. Elle fut de nouveau violée, cette fois par son voisin, Jimmy Brennan. Victoria abandonne son enfant pour suivre des études à l'école nationale supérieure des beaux-arts de Paris. En France, elle fait la rencontre de Pascal LeMarchal, qui deviendra son amant. Elle rompra avec lui lorsqu'elle le trouvera avec une autre femme.
Victoria Harper rencontre Conrad Grayson dans une galerie d'art. Même si Conrad est déjà marié à Stevie Grayson, elle entamera une relation avec lui. Après son divorce, Conrad et elle se marieront. On apprend ainsi que pour parvenir à devenir la nouvelle Madame Conrad Grayson, elle aurait prétendu être enceinte et, qu'un mois plus tard, elle aurait simulé une fausse couche.
Conrad installe sa nouvelle épouse en lui offrant une vie mondaine et tout ce qu'elle désire. Elle devient vite La Reine des Hamptons ; exerçant une sorte de règne sur la haute société et la jet set des Hamptons. Elle donne naissance à Daniel peu de temps après son mariage. Quelques années plus tard, elle fait la rencontre de David Clarke et tombe amoureuse de lui. Sous l'influence de son mari et de Frank Stevens, elle fournira un faux témoignage devant le tribunal : elle ne se le pardonnera jamais. Le soir de l'arrestation de Clarke, elle découvre qu'elle est enceinte. Charlotte est donc la fille de David, et donc la demi-sœur d'Emily Thorne alias Amanda Clarke.

### Saison 1
La vie de rêve de Victoria s'écroule quand elle découvre que son mari l'a trompée avec Lydia Davis, sa meilleure amie, qu'elle chasse des Hamptons. Elle demande à Stevens de faire une enquête sur Emily Thorne, par peur que son fils ne se fasse manipuler et rejeter et qu'il ne retombe dans l'alcool. Victoria détruit également la réputation du Dr Michelle Banks, une psychologue. Victoria doit également faire face au retour de Lydia, bien décidée à retrouver sa légitimité auprès de son ancienne amie. Mais Victoria finit par la détruire encore plus. Néanmoins, elle  décide de garder Lydia amnésique, en convalescence mais cette-dernière finit par partir lorsqu'elle retrouve la mémoire, consciente que  Victoria est en partit responsable de sa chute. Son mariage se dégrade et Conrad la quitte et demande le divorce. Une "guerre" acharnée va alors commencer entre l'ancien couple, notamment lorsque la paternité de Conrad va être remise en question.
Victoria retrouve un ancien amant peintre, Dominik Wright, alors que Daniel est en prison. Mais Conrad réussira à l'éloigner. Victoria doit également gérer le fait que Daniel soit suspecté du meurtre de Tyler. Elle décide que la vérité sur l’attentat du vol 197 doit être révélé. Grâce à une relation au FBI, elle fournira des informations sur les actions de Conrad, afin de le faire tomber. Dans le dernier épisode de la saison 1, elle réussit à convaincre Lydia, devenue la fiancée de Conrad, de venir témoigner à Washington. Lorsque Conrad apprendra que Victoria veut monter dans cet avion, il essayera de l'en empêcher étant donné qu'elle est en affaire avec l'homme aux cheveux blancs (l'homme qui a tué David Clarke en prison). Elle ne l'écoutera pas. On voit Lydia monter dans l'avion, suivit de Victoria. Quelques minutes plus tard, on apprend que l'avion a explosé. Victoria est donc morte.

### Saison 2
Victoria est bien vivante et se cache dans un lieu isolé. Seul Charlotte sait qu'elle est vivante. Victoria est toujours en affaire avec l'homme aux cheveux blancs, qui la menace étant donné qu'elle ne peut pas le payer. Elle prévient donc Conrad qu'elle est bien vivante et elle met en place son grand retour, sa résurrection. Elle demande à Conrad de la frapper et préviens la police. Tout le monde croit alors que l'homme aux cheveux blancs a détenu Victoria en otage et qu'il la frappait.
Victoria doit ensuite accueillir chez elle Kara Clarke, la mère d'Amanda, qu'elle avait tentée de faire disparaître lorsque David était en prison. Entre-temps, elle fait des révélations à la presse sur quelques secrets familiaux et est responsable de la chute d'Amanda du haut des escaliers. Ensuite, Conrad la demande en mariage pour ne pas qu'ils puissent témoigner l'un contre l'autre si les sombres secrets de la famille seraient révélés. Elle accepte mais Conrad est arrêté lors de la cérémonie. Mais il est libéré une heure plus tard. Lorsque Kara apprend ce que les Grayson ont fait à David, elle devient folle de rage et tente de tuer Victoria et Conrad. Ils seront sauvés.
Lors du flash-back de l'épisode 8, on apprend qu'en 2006, lors de Thanksgiving Marion Harper a rendu visite à sa fille. Mais Victoria l'a reçoit très froidement et lui en veut pour ce qu'elle a fait il y a trente-cinq ans. Marion, qui vient de rencontrer un homme avec qui elle veut se marier. C'est Conrad et Victoria qui ont engagé l'homme pour faire tomber Marion. Lors du dîner, Victoria révèle son viol par son beau-père et la réaction que sa mère a eu. L'homme quitte Marion et Victoria la jette à la rue.
Alors que Daniel est sur le point de devenir PDG de Grayson Global, Victoria menace Hellen Crowley si jamais elle s'en prend à son fils. Elle se rapproche également d'Emily pour qu'elle convainc Daniel de renoncer à son poste. Conrad se lance alors dans la politique.
Victoria écoute alors une conversation de Daniel avec Hellen Crowley. Cette-dernière prépare un autre attentat et décide que ce sera Daniel le coupable. Mais Victoria fournit des preuves à son fils (les preuves du vol 197) et décide de le monter contre Hellen. Ayant le bureau de Daniel sur écoute, Hellen se rend alors chez Victoria pour se débarrasser d'elle et pour récupérer les preuves. Mais Victoria s'empare d'un revolver et la tue. Elle-même Daniel et Conrad à cette histoire et ils décident que ce sera Amanda la coupable. Victoria cache le portable d'Hellen et son foulard dans la chambre d'Amanda. Mais cette dernière vient de mourir dans l'explosion du bateau de Jack. Avec Conrad, elle décide de créer une association pour les orphelins.
Dans l'épisode 18, on apprend que Victoria a eu un fils de son viol par Maxwell, son beau-père. À la fin du 19, elle demande à Nolan de l'aider à retrouver son fils. En échange, Nolcorp ne sera plus une entreprise filaire de Grayson Global. À la suite de la révélation de l'existence de son fils lors d'une émission, elle reçoit diverses lettres de ses prétendus fils.
Victoria sait ce que Jack Porter prépare contre Conrad mais elle dit tout à son mari. Elle rejette également Declan lorsqu'elle apprend que Charlotte est enceinte. Après le Black-Out des épisodes 20 et 21, les bureaux de Grayson Global explosent. C'est un "attentat du groupe Initiative. C'est alors que Conrad dit un lourd secret à Victoria : il lui dit qu'il est un membre d'Americon Initiative . Elle est folle de rage et elle n'assistera pas à la victoire de Conrad pour le poste de gouverneur de New-York. On sonne alors à la porte. Elle l'ouvre et reconnaît le fils qu'elle a abandonné, Patrick.

### Saison 3
Six mois ont passé depuis la fin de la saison 2. Pendant tout ce temps, Victoria a passé du temps avec son fils récemment retrouvé, Patrick. Elle fait son grand retour lors du Memorial Day organisé par Emily. Mais lorsqu'il est révélé que Conrad est atteint de la maladie de Huntington, elle est sous le choc, d'autant plus que Daniel pourrait être lui aussi atteint. C'est en réalité Emily qui a trafiqué le diagnostic. Elle a également monté Victoria contre Ashley. Emily et Victoria vont alors se débarrasser d'elle.
Alors qu'elle présente Patrick à sa famille et que ces derniers le rejettent, Aiden Mathis s'allie à Victoria pour détruire Emily Thorne. C'est en réalité une ruse d'Emily et d'Aiden pour faire tomber Victoria pour de bon. Victoria trouve un travail dans une galerie comme consultante en art. Elle finit par récupérer la galerie grâce à un chantage effectué sur la propriétaire.
Victoria reste très hostile envers Emily Thorne, notamment le jour du mariage, où Lydia Davis, en réalité bien vivante, lui montre la fameuse photo du nouvel an où apparaît Emily. Lorsque Emily se fait tirer dessus, elle est la principale suspecte. Elle est folle de rage lorsque Emily décide de rester au manoir, et encore plus lorsqu'elle voit débarquer la première femme de Conrad, sa plus grande ennemie, Stevie Grayson. Par la même occasion, elle divorce une nouvelle fois de Conrad et le jette dehors. Entre-temps, le père biologique de Patrick, Jimmy, est de retour, ce qui terrorise Victoria, qui finit par avouer à son fils qu'il est le fruit d'un viol. Lors d'une lutte, Patrick tue Jimmy. Victoria décide de le faire partir pour l'Italie, où il pourra se faire remarquer pour son talent de peinture. Victoria participe également au divorce de Daniel et Emily : elle ridiculise sa belle-fille via la presse à scandale en révélant qu'elle a simulé une grossesse pour épouser Daniel.
Pascal LeMarchal, père de Margaux, vient dans les Hamptons. On apprend que lui et Victoria avaient une liaison auparavant. Les anciens amants finissent par se retrouver et commencent une liaison. Tous deux ont pour but alors de détruire Emily. Pascal finit par demander Victoria en mariage. Mais leurs fiançailles seront de courtes durées. Alors que Conrad et Pascal sont sur le toit d'un immeuble, Conrad pousse Pascal qui meurt tué par l'hélicoptère qui se trouve derrière lui. Lorsque Victoria découvre le corps de Pascal, elle hurle de désespoir. Sous le choc, elle est bien décidée à venger Pascal.
Victoria pense avoir découvert le secret d'Emily, qui est de venger David Clarke. Elle est heureuse de voir Conrad arrêté par le FBI, après ses aveux face à une caméra cachée qu'avait Charlotte (enlevée par Emily, qui a elle-même mit la caméra). À la fin de l'épisode 21, on apprend que Victoria a en effet découvert le secret d'Emily et qu'elle est bien décidée à l'affronter.
Bien décider à venger Pascal, Victoria veut détruire Emily, qu'elle croit responsable de la mort de son fiancé. Avec l'aide du Docteur Michelle Banks, qui a reçu la visite d'Aiden, Victoria va priver Emily de son grand amour. Elle empoisonne et étouffe Aiden, avant de le mettre dans la maison d'Emily. Victoria finit par avoir un affrontement avec Emily, au cimetière. Emily y déterre la tombe d'Amanda et finit par donner un coup de pelle à Victoria. La Reine des Hamptons se réveille en hôpital psychiatrique, où Emily l'a fait interner avec l'aide de Michelle Banks. Victoria finit par crier "C'est Amanda Clarke", confirmant qu'elle a trouvé l'identité d'Emily, qui finit par partir. C'est la fin de la saison 3, laissant l'avenir de Victoria incertain.

### Saison 4
Depuis 6 mois, Victoria est internée en hôpital psychiatrique, après qu'Emily l'ait fait interner. Pour pouvoir appeler quelqu'un, elle demande de l'aide à Phyllis, une autre femme internée ; elle décide d'appeler à anciennes demeure[Quoi ?] et elle tombe sur Emily ; elles ont une confrontation et Victoria accable Emily : elle l'accuse d'avoir tué Pascal et de l'avoir fait souffrir ; elle n'a même pas le temps de finir sa conversation que les médecins arrivent dans la chambre de Victoria. 
Elle rencontre Louise Ellis, elle décide de se servir d'elle pour pouvoir sortir. Elle demande à nouveau de l'aide à Phyllis, celle-ci se met dans la valise de Louise et active l'alarme et toutes les portes s'ouvrent et Victoria réussit à s'enfuir. Elle revient dans Les Hamptons et se rend directement au Manoir où Emily vit désormais et elles ont une confrontation, puis Victoria dit à Emily qu'elle va se venger pour tout ce qu'elle lui a fait ; Victoria quitte le Manoir et se fait enlever par David Clarke. 
Victoria se réveille dans une camionnette conduite par David. Il l'emmène en pleine forêt, mais Victoria frappe David et réussit à s'enfuir jusqu'à ce qu'il l'a rattrape. Ensuite, David emmène Victoria dans un vieil entrepôt, et ouvre une porte et voient une chambre, et il lui révèle que Conrad l'a retenue séquestrée pendant 10 ans. Après ils partent dans un restaurant en bord de route, celle-ci a peur de David. David et Victoria décide de se cacher dans une maison dans la forêt, pour que l'on ne sache pas que David est en vie. Victoria se rend à l'appartement de Charlotte, pour lui présenter son père, elles se rendent à sa rencontre. Emily sait qui est caché dans cette maison et décide d'aller parlé à Charlotte, et elle tombe sur Victoria.

### Mort présumée et véritable décès
Après que Amanda révèle sa véritable identité au monde, Victoria est considérée comme un monstre par tout le monde. Elle parvient à tromper l'ex-femme de Nolan, Louise en récupérant un flashdrive qui contient des preuves de toute l'activité illégale d'Amanda.
Juste au moment où elle est sur le point de révéler le témoignage du FBI, Amanda arrive in extremis et le détruit. Cela pousse Victoria sur le bord et elle décide d'en finir une fois pour toutes. Elle pénètre dans le Manoir Grayson et allume le gaz. Alors qu'elle était assise dans sa chaise préférée quand elle y habitait, elle allume un briquet, faisant exploser la maison, la tuant instantanément et faisant ressembler a ce que Amanda la tue.
Victoria se révèle ensuite toujours en vie, ayant utilisé le corps de sa mère pour simuler sa mort. Il est également révélé dans un flash-back que le père biologique de Victora était l'homme qu'elle croyait être son beau-père. Vers la fin, Amanda et Victoria se font face, Victoria ayant installé des caméras pour enregistrer sa mort afin qu'Amanda se fasse descendre. Cependant, avant qu'Amanda puisse tirer, Victoria est tuée par David pour éviter à Amanda d'avoir à commettre un meurtre. Avant de mourir, Victoria tire dans le dos d'Amanda, mais elle survit à sa blessure. Alors que David tombe pour son meurtre, il est libéré pour des raisons humanitaires en raison de son cancer et meurt à la maison. Amanda fait des cauchemars sur le fait qu'elle a dû subir une transplantation cardiaque pour survivre à sa blessure, mais elle ne sait pas que le cœur était celui de Victoria, que le rêve soit réel ou non reste inconnu.

## Description

### Apparence
Victoria est une très belle femme, avec sa chevelure brune et sa peau parfaite et claire. C'est aussi une femme très élégante. Son sourire et son regard sont assez intimidants. Dès lors qu'elle entre dans une pièce, elle parvient à attirer l'attention de ceux qui l'occupent sans aucun mal. Enfin, elle a un physique très avantageux, qu'elle sait parfaitement mettre en valeur avec ses belles robes.

### Personnalité
Victoria est la matriarche glamour et puissante de la famille Grayson.
Victoria est une femme manipulatrice, froide et qui évite d'afficher ses sentiments. Elle aime tout contrôler : c'est une femme de pouvoir, qui sait parfaitement contrôler son image. C'est aussi une mère très protectrice, même si elle entretient des relations tendues avec ses enfants.

### Habilités
Victoria Grayson, considérée comme «la Reine des Hamptons », possède une valeur nette de 20 milliards de dollars. C'est une femme très puissante qui éliminera tout homme qui se trouve sur son chemin, si vous la croisez, elle peut vous détruire, mais avec elle de votre côté, vous êtes surs de gagner.
Dans les Hamptons, elle fait et défait la réputation des gens d'un seul claquement de doigt. Refuser une de ses invitations est du suicide social et ne pas être invité à une de ses soirées mondaines est une totale exclusion de la jet set de Southampton.

## Anecdotes
- Les robes que portent Victoria sont souvent des créations de grands couturiers comme Oscar de la Renta, Vera Wang (pour la robe de mariée lors de la deuxième saison), Hervé Léger, Michael Kors ou encore Dolce&Gabbana.
- Madeleine Stowe était tellement convaincante dans le rôle de la puissante Victoria que les fans n'osaient pas lui adresser la parole quand ils la voyaient dans la rue.
- De par sa ressemblance physique comme morale, Victoria a pu souvent être comparée à Regina dans la série Once Upon a Time. Certains fans ont même imaginé une situation fictive où elles se retrouveraient ensemble pour comploter contre les autres personnages de leurs séries.